# Джак Кардиф
Джак Кардиф (на английски: Jack Cardiff) е британски кинематограф, филмов и телевизионен режисьор и фотограф.

## Биография
Джак Кардиф е роден на 18 септември 1914 година в Грейт Ярмут, Норфолк. Син е на Флорънс и Джон Джоузеф Кардиф, изпълнители в музикални зали.
Той работи като актьор от ранна възраст, както в мюзикхола, така и в редица неми филми „My Son, My Son“ (1918), „Billy's Rose“ (1922), „The Loves of Mary“, „Queen of Scots“ (1923) и „Tip Toes“ (1927). На 15 години той започва работа като асистент оператор, клакьор и продуцент за „British International Pictures“, включително в „Нечестна игра“ (1931) на Алфред Хичкок.

### Кариера

#### Кинематография
Джак Кардиф се дипломира като оператор през 1935 г. Работи предимно за „Лондон филмс“. Той е оператор на първия филм във Великобритания, заснет в Техниколор (Technicolor) „Wings of the Morning“ (1937). Когато започва Втората световна война, той работи като оператор на филми за обществена информация, прави редица филми за Индия, където британците искат да покажат новата столица Делхи.
Повратната точка в кариерата му е като втори оператор на Техниколор камера във филма на Пауъл и Пресбъргер „Животът и смъртта на полковник Блимп“ (1943). Те са впечатлени от работата му и го наемат, като оператор на техния следвоенен Техниколор „Въпрос на живот и смърт“ (1946). Тяхното сътрудничество продължава с „Черния нарцис“ (1947), който носи на Кардиф Оскар и Златен глобус, и „Червените обувки“ (1948). Тези филми показват таланта на Кардиф, който става търсен партньор, следва поредица от високобюджетни филми.
През 1995 г. Британското дружество на кинематографистите присъди награда за цялостно творчество на Кардиф.

#### Режисура
В края на 1950-те години Джак Кардиф започва да режисира, започва с два скромни успеха в „Намерение за убийство“ (1958) и „Мрежа от доказателства“ (1959). Неговата версия на романа на Д. Х. Лоурънс „Синове и любовници“ (1960), с участието на Тревър Хауърд, Уенди Хилър и Дийн Стокуел е хит, както за критиката, така и в боксофиса. Филмът получава седем номинации за „Оскар“ (включително номинация за „Оскар“ за най-добър режисьор за Кардиф), а Фреди Франсис печели за най-добра черно-бяла операторска работа. Кардиф получава награда Златен глобус за най-добър режисьор.
След като се концентрира върху режисурата през 1960-те години, той се завръща към кинематографията през 1970-те и 1980-те години. Работи по масови комерсиални филми в САЩ. Един от последните филми, заснети от Кардиф е в „Pinewood Studios“ през 2004 година, когато той снима актьора ветеран сър Джон Милс в кратък филм, озаглавен „Светлини 2“, режисиран от Маркъс Дилистоун. Общата възраст на главния актьор и кинематографа е рекордните 186 години.
Джак Кардиф е оператор на 73 филма, документални филми и телевизионни сериали между 1935 и 2007 г.
През 2001 година Джак Кардиф е удостоен с почетна награда на Академията за приноса му към киното.

### Личен живот
През 2000 г. е назначен за офицер от Ордена на Британската империя (OBE).

### Смърт
Джак Кардиф почива на 22 април 2009 г. на 94 години, в същия ден умира и Кен Анакин, с когото е работил по „Петият мускетар“ (1979). Той е наследен от съпругата си и четиримата си сина.

## Избрана филмография

### Като оператор
| Година | Филм                          | Оригинално заглавие        | Режисьор                        |
| ------ | ----------------------------- | -------------------------- | ------------------------------- |
| 1948   | Червените обувки              | The Red Shoes              | Майкъл Пауъл, Емерик Пресбургер |
| 1951   | Африканската кралица          | The African Queen          | Джон Хюстън                     |
| 1956   | Война и мир                   | War and Peace              | Кинг Видор                      |
| 1957   | Легенда за изгубените         | Legend of the Lost         | Хенри Хатауей                   |
| 1978   | Смърт край Нил                | Death on the Nile          | Джон Гилермин                   |
| 1984   | Конан Разрушителят            | Conan the Destroyer        | Ричард Флейшър                  |
| 1985   | Рамбо: Първа кръв, втора част | Rambo: First Blood Part II | Джордж Косматос                 |

### Като режисьор
| Година | Филм               | Оригинално заглавие |
| ------ | ------------------ | ------------------- |
| 1960   | Синове и любовници | Sons and Lovers     |